# David Looker
David John Looker (ur. 26 lutego 1913, zm. 13 stycznia 1995) – brytyjski pilot i bobsleista, dwukrotny medalista mistrzostw świata.

## Kariera
Pierwszy sukces w karierze David Looker osiągnął w 1937 roku, kiedy wspólnie z Frederickiem McEvoyem, Charlesem Greenem i Byranem Blackiem zwyciężył w czwórkach podczas mistrzostw świata w Sankt Moritz. W tej samej konkurencji reprezentacja Wielkiej Brytanii w składzie: Frederick McEvoy, David Looker, Charles Green i Chris Mackintosh zwyciężyła także na rozgrywanych rok później mistrzostwach świata w Garmisch-Partenkirchen. Nigdy nie wystąpił na igrzyskach olimpijskich.
Kształcił się w Eton College, a w połowie lat 30' zdobył licencję pilota. W czasie II wojny światowej Looker służył w Royal Air Force (RAF). W 1940 roku został zestrzelony w okolicach Waterloo podczas bitwy o Francję. Brał także udział w bitwie o Anglię. Z wojska odszedł w 1945 roku w randze kapitana (Flight Lieutenant)